# 勐腊鸢尾兰
勐腊鸢尾兰（学名：Oberonia menglaensis）为兰科鸢尾兰属下的一个种。

## 扩展阅读
- 維基物種上的相關：勐腊鸢尾兰